# Włodzimierz Olszewski (réalisateur)
Pour les articles homonymes, voir Włodzimierz Olszewski et Olszewski.
Włodzimierz Olszewski, né le 29 janvier 1936 à Łódź et mort le 18 février 2011 dans la même ville, est un réalisateur polonais.

## Biographie
Włodzimierz Olszewski est diplômé de la faculté de mécanique de l'Université polytechnique de Łódź. 
Il a été enterré dans la section catholique du vieux cimetière de la rue Ogrodowa.

## Filmographie
- 1975 : Beniamiszek
- 1978 : Próba ognia i wody
- 1981 : Wierne blizny
- 1984 : Przemytnicy
- 1988 : Zakole